# 獅子座67
獅子座67即少微一或處士星，又名BD+25 2344，HD 96738、SAO 81692、HR 4332，是獅子座的一颗恒星，视星等为5.68，位于銀經213.26，銀緯66.83，其B1900.0坐标为赤經11h 3m 27.2s，赤緯+25° 66.83′ 59″。
浙江处州（丽水地级市）得名于此星。